# PMSO
PMSO é acrônimo usual em Administração para significar, no orçamento empresarial, a parcela das despesas que responde pelos itens Pessoal (P), Material (M), Serviços de Terceiros (S) e Outras despesas (O).